# Eccidio di Montemaggio
Con eccidio di Montemaggio si intende l'uccisione di 19 partigiani da parte della Guardia Nazionale Repubblicana il 28 marzo 1944, in località la Porcareccia, sulle pendici del Montemaggio (671 m. s.l.m.) a Monteriggioni, in provincia di Siena.
Le vittime furono 19 in totale: erano tutti giovani ragazzi che si erano dati alla macchia per sfuggire alla leva fascista e per unirsi alle formazioni partigiane della Brigata Garibaldi “Spartaco Lavagnini” che operava nella zona compresa tra le province di Siena, Pisa e Grosseto.

## La storia
Nella notte tra il 21 e il 22 marzo un distaccamento della Brigata “Spartaco Lavagnini” comandato da Velio Menchini (detto "Pelo") aveva compiuto un’azione a Montieri, contro fascisti locali che il giorno precedente avevano causato due vittime nel reprimere una manifestazione di alcune donne che protestavano contro la chiamata alla leva dei loro figli.
In seguito a questa azione, il distaccamento di "Pelo", insieme a quello comandato da Mauro Rolandi (detto "Borsa"), si era spostato sulle pendici del Montemaggio, dove aveva trovato rifugio presso una casa di contadini, casa Giubileo.
I gruppi partigiani, che avevano intenzione di compiere alcuni atti di sabotaggio alle vie di comunicazione per Siena, il 26 marzo 1944 presero prigionieri il capitano tedesco Enrico Rugen (addetto alla requisizione del bestiame) e il capitano della milizia forestale Pietro Brandini, che avrebbero voluto scambiare con alcuni detenuti politici reclusi nel carcere di Siena. I partigiani tentarono inoltre di sequestrare Bramante Lisi, un esponente del fascismo locale, ma non trovandolo in casa si portarono via il suo fucile.
All'alba del 28 marzo i militi fascisti, coadiuvati da membri dell'esercito e della Compagnia “Ordine Pubblico” della Guardia Nazionale Repubblicana (GNR) di Siena, guidati dallo stesso Lisi, arrivarono a casa Giubileo e la circondarono intimando ai partigiani la resa. Questi risposero al fuoco; ma, dopo l'uccisione di uno di loro e constatata la differenza delle forze in campo e di armi, offrirono di arrendersi in cambio della promessa di avere salva la vita.
Alcuni partigiani tentarono la fuga. Uno venne ferito e ucciso subito dopo dai fascisti. Altri tre invece, tra cui Walter Bianchi detto “Testina”, sembra che riuscirono a scappare, anche se non è chiaro se in questa circostanza o dopo essere stati trasportati a La Porcareccia.
Il capitano Brandini e un altro ufficiale tedesco che fu trovato prigioniero furono liberati e subito portati via dai militi mentre i partigiani furono radunati fuori della casa.
I 18 partigiani rimanenti furono portati in località la Porcareccia per essere fucilati e furono fatte loro togliere le scarpe. Uno di questi, Vittorio Meoni, riuscì però a fuggire nel bosco ed a mettersi in salvo nonostante le gravi ferite riportate durante la fuga (si dice che un proiettile gli abbia trapassato un polmone). Per gli altri 17 non ci fu nulla da fare e furono uccisi a colpi di mitragliatrice.
Tutti i partigiani (tranne Giovanni Galli, Leonello Pierlini, Luigi Marsili, Piero Bartalini e Nencini Ennio che riposano nel cimitero comunale di Certaldo) riposano nella Cappella dei Partigiani eretta all'interno del Cimitero comunale di Poggibonsi.

## Casa Giubileo

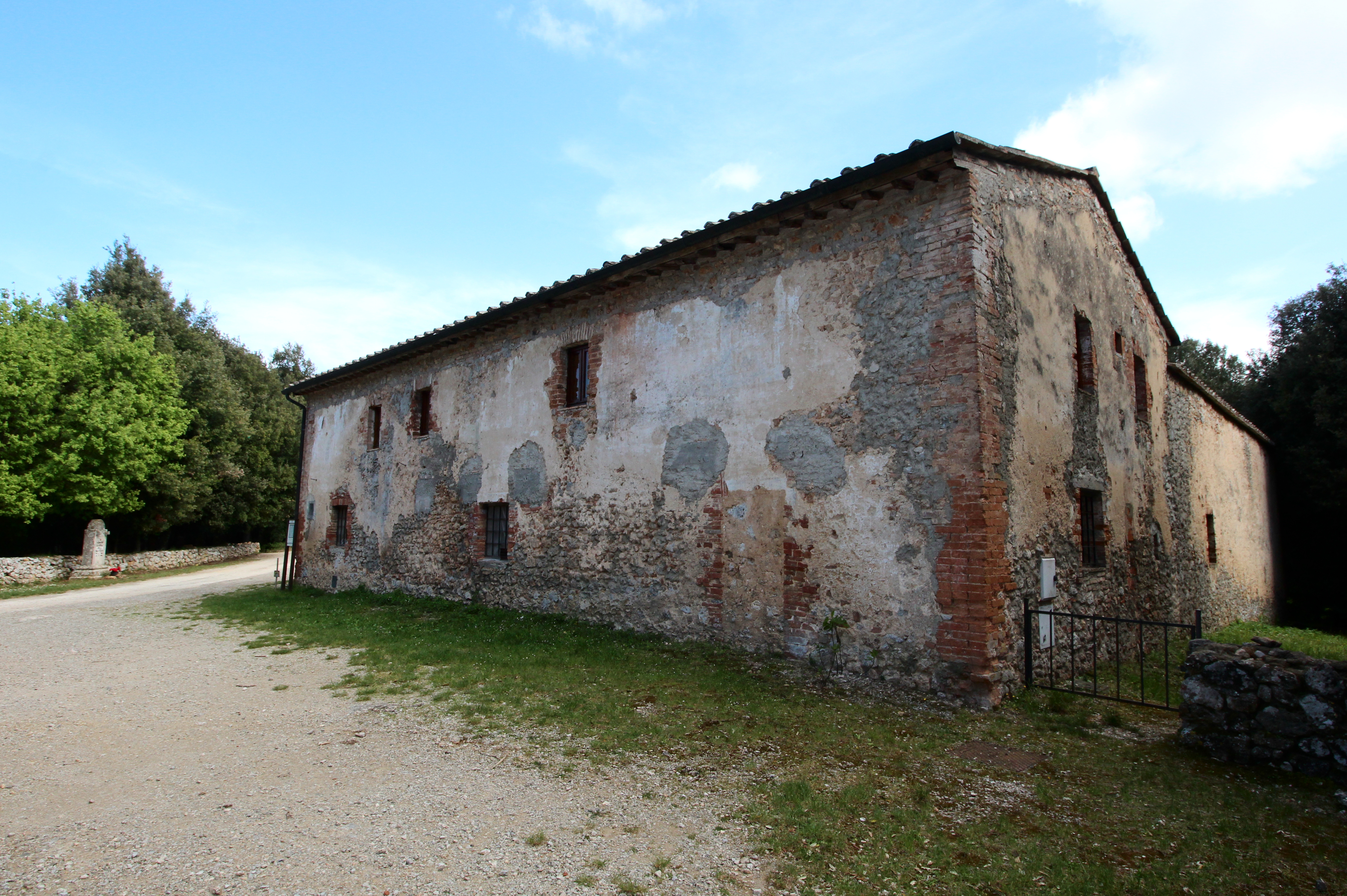
Casa Giubileo

Casa Giubileo, che è oggi un centro didattico gestito dall'Istituto Storico della Resistenza di Siena, si raggiunge percorrendo la strada che conduce da Monteriggioni e da Colle di Val d'Elsa e deviando per Badia a Isola; da qui ci si immette sulla strada sterrata che porta sul Montemaggio.
Il centro didattico di Casa Giubileo, rivolto principalmente alle scuole, svolge un ruolo non solo di documentazione della Resistenza, ma è legato anche agli aspetti storici e naturalistici del territorio.

## Le vittime
- Angiolo Bartalini
- Piero Bartalini
- Emilio Berrettini

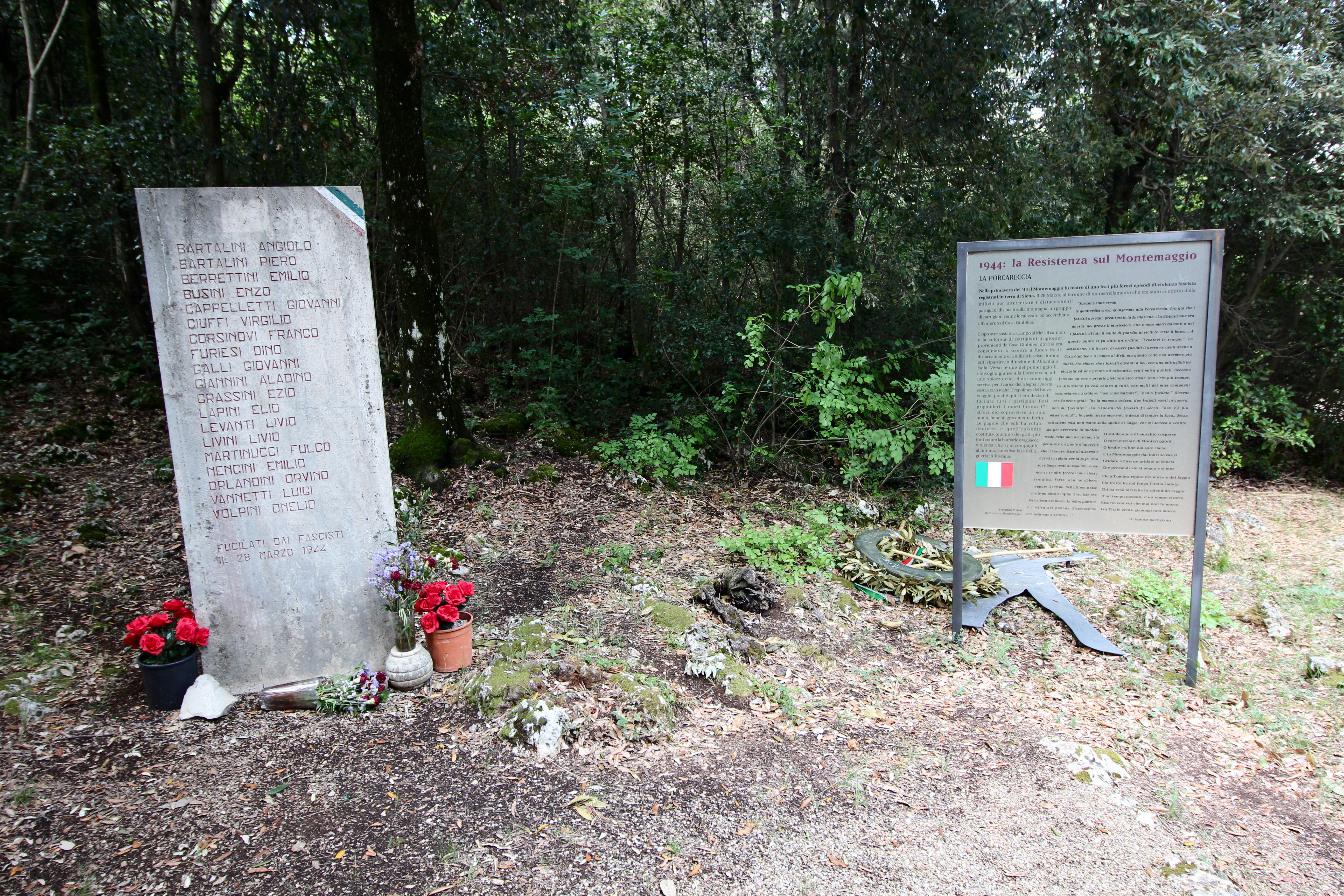
Il monumento a La Porcareccia

- Enzo Busini (ucciso in combattimento)[3]
- Giovanni Cappelletti
- Virgilio Ciuffi
- Franco Corsinovi
- Dino Furiesi
- Giovanni Galli
- Aladino Giannini
- Ezio Grassini
- Elio Lapini
- Livio Levanti
- Livio Livini
- Fulco Martinucci
- Ennio Nencini
- Orvino Orlandini
- Luigi Vannetti
- Onelio Volpini

## Commemorazioni
Tutti gli anni i comuni della Valdelsa (sono i Comuni di Barberino Val d'Elsa, Casole d'Elsa, Certaldo, Colle di Val d'Elsa, Gambassi Terme, Monteriggioni, Poggibonsi, Radicondoli e San Gimignano) che hanno dato i natali alle vittime dell'eccidio, commemorano a turno, l'eccidio, con una manifestazione ufficiale ed una corsa ciclistica riservata ai dilettanti.
I comuni di Barberino Val d'Elsa, Colle di Val d'Elsa, Certaldo, Monteriggioni e San Gimignano hanno dedicato ad alcuni dei caduti durante l'eccidio di Montemaggio, le vie della città.

## Riferimenti nell'arte
Il fumettista Sergio Staino ha riportato a fumetti la storia dell'Eccidio di Montemaggio, avvalendosi della ricostruzione di Vittorio Meoni.

## Filmografia
- Il documentario Ai piedi del Sorbo del 1994 diretto da Sergio Micheli ricostruisce la strage di Montemaggio del 27 marzo 1944.